# E-Rechnung in der deutschen Bundesverwaltung
Im elektronischen Rechnungsaustausch mit der Bundesverwaltung ist jede Rechnung, welche in einem strukturierten elektronischen Format (strukturierter Datensatz) ausgestellt, übermittelt und empfangen wird und die automatische und elektronische Verarbeitung des Dokuments ermöglicht, eine elektronische Rechnung (E-Rechnung). Reine PDF-Dokumente ohne strukturierte Daten oder eingescannte Papierrechnungen sind keine E‑Rechnungen.

## Vorteile der E-Rechnung
Der elektronische Datenaustausch ist im Rechnungswesen der freien Wirtschaft schon lange ein intensiv genutztes Vorgehen. In Deutschland wurden 2020 mehr als ein Drittel aller Rechnungen als E-Rechnungen versandt.
Durch die Nutzung von E-Rechnungen können Übertragungsfehler vermieden, automatisierte Prüfungen ermöglicht und ein flüssiger medienbruchfreier Bearbeitungsprozess gewährleistet werden. Positive Effekte sind stark verkürzte Durchlaufzeiten aufgrund einer vereinfachten und automationsunterstützten Rechnungsstellung und -bearbeitung und eine pünktliche Bezahlung von Rechnungen zur Fälligkeit. Gerade durch die schnellere Begleichung von Rechnungen können Liquiditäts- und Kostenvorteile sowohl beim Empfänger als auch beim Rechnungssteller generiert werden.
Durch das elektronische Format werden auch Papieraufwände deutlich eingespart: Es wird weniger Papier verbraucht und „traditionelle“ Transportwege fallen weg, sodass mit der E-Rechnung ebenfalls ein umweltschonender Aspekt einhergeht. Darüber hinaus ergeben sich durch den Wegfall von Portokosten insbesondere im Rechnungsversand Einsparpotenziale.

## Rechtliche Rahmenbedingungen – Historie

### Vorgaben der Europäischen Union
Zur Harmonisierung der Rechtsvorschriften gibt die Europäische Union eine Reihe von EU-weit einheitlichen Vorgaben zur Rechnungsstellung vor. Diese wurden durch die EU-Richtlinie 2014/55/EU über die elektronische Rechnungsstellung bei öffentlichen Aufträgen ergänzt, welche am 16. April 2014 durch das Europäische Parlament und den Rat der Europäischen Union verabschiedet wurde. In diesem Zusammenhang sollte ein zwischen den Mitgliedsstaaten geeignetes Datenformat für elektronische Rechnungen entwickelt werden, um insbesondere dem Anstieg der Komplexität und der Kosten im grenzüberschreitenden Rechnungsverkehr aufgrund vieler bestehender nationaler Normen für elektronische Rechnungen entgegenzuwirken. Die Europäische Kommission hat hierzu 2014 die Erarbeitung der „europäischen Norm für die elektronische Rechnungsstellung“ beim Europäischen Komitee für Normung (CEN) in Auftrag gegeben, welche als Norm EN 16931-1:2017 am 17. Oktober 2017 veröffentlicht wurde.
Die Richtlinie 2014/55/EU sieht neben der Entwicklung einer europäischen Norm vor, dass öffentliche Auftraggeber europaweit elektronische Rechnungen empfangen und verarbeiten können müssen. Zudem können die Mitgliedsstaaten durch sogenannte „Core Invoice Usage Specification“ (CIUS) die europäische Norm konkretisieren.

### Vorgaben in Deutschland

#### Vorgaben auf Bundesebene
Gemäß Artikel 11 Abs. 1 der EU-Richtlinie 2014/55/EU hat die Bundesregierung durch Ergänzung des E-Government-Gesetzes (§ 4a EGovG) am 4. April 2017 das „Gesetz zur Umsetzung der Richtlinie 2014/55/EU über die elektronische Rechnungsstellung im öffentlichen Auftragswesen“ (E-Rechnungsgesetz des Bundes) beschlossen. Dieses ermächtigt die Bundesregierung per Rechtsverordnung besondere Vorschriften zur Ausgestaltung des elektronischen Rechnungsverkehrs zu erlassen. Entsprechend wurde im September 2017 die „Verordnung über die elektronische Rechnungsstellung im öffentlichen Auftragswesen des Bundes“ (kurz ERechV) veröffentlicht, welche die Abrechnung von Lieferungen und Leistungen nach Erfüllung von (öffentlichen) Aufträgen sowie Konzessionen mittels elektronischer Rechnung (E-Rechnung) regelt.
Die ERechV schreibt die Bereitschaft zum Empfang elektronischer Rechnungen bis spätestens zum 27. November 2019 für alle Bundesbehörden vor. Darüber hinaus sind Rechnungssteller ab dem 27. November 2020 verpflichtet, Rechnungen in elektronischer Form an öffentliche Auftraggeber des Bundes auszustellen und zu übermitteln. Dabei sind entsprechende Anforderungen an das Rechnungsformat, die Rechnungsinhalte sowie an die Übermittlung zu beachten.

#### Vorgaben auf Bundesländerebene
In den Ländern gelten jeweils eigene gesetzliche Bestimmungen zum elektronischen Rechnungsaustausch. Bei Landes- sowie kommunalen Einrichtungen endete die Frist zur Umsetzung des elektronischen Rechnungsempfangs spätestens zum 18. April 2020. Eine Verpflichtung der Lieferanten wurde nur in manchen Bundesländern verordnet (bspw. in Bremen zum 27. November 2020 oder in Baden-Württemberg zum 1. Januar 2022), andere Bundesländer sehen zunächst keine Verpflichtung zur elektronischen Rechnungsstellung vor.

## Umsetzung der E-Rechnung in der Bundesverwaltung

### Weiterführende Informationen
Das gemeinsame Projekt der Bundesministerien des Innern, für Bau und Heimat und der Finanzen „Einführung der elektronischen Rechnung in der Bundesverwaltung“ wird durch die Firmen Nortal und Bonpago unterstützt.

### Rechnungsempfänger
Die ERechV regelt den Rechnungsaustausch mit Rechnungsempfängern, die unter § 159 Absatz 1 Nummer 1 bis 5 des Gesetzes gegen Wettbewerbsbeschränkungen fallen, sofern keine abweichenden Bestimmungen vorgesehen sind (§ 2 Abs. 4  ERechV). Zu diesen Rechnungsempfängern zählen zentrale öffentliche Auftraggeber des Bundes sowie subzentrale öffentliche Auftraggeber, Sektorenauftraggeber und Konzessionsgeber.
Unter zentralen öffentlichen Auftraggebern des Bundes sind alle obersten Bundesbehörden (bspw. Bundesministerien) und Verfassungsorgane des Bundes (bspw. Bundestag) zu verstehen. Zu den subzentralen öffentlichen Auftraggebern des Bundes gehören alle öffentlichen Auftraggeber des Bundes, die nicht zu den obersten Bundesbehörden und Verfassungsorganen des Bundes zählen:
- nachgeordnete Behörden der Geschäftsbereiche
- mittelbare Bundesverwaltung und
- Zuwendungsempfänger.

### Rechnungssteller
Laut ERechV sind Rechnungssteller, die unter § 14 Bürgerliches Gesetzbuch fallen und im Rahmen öffentlicher Aufträge mit der Bundesverwaltung in Deutschland interagieren, grundsätzlich ab 27. November 2020 zur Stellung elektronischer Rechnung konform zur ERechV verpflichtet.
Die Pflicht zur elektronischen Rechnungsstellung entfällt für:
- Rechnungen, die nach Erfüllung eines Direktauftrags bis zu einem Betrag von 1.000 Euro netto (Auftragswert) gestellt werden,
- Rechnungen, die den Ausnahmeregelungen nach § 8 oder § 9 der  ERechV unterfallen (Geheimhaltungsbedürftige Rechnungsdaten sowie Angelegenheiten des Auswärtigen Dienstes und der sonstigen Beschaffungen im Ausland),
- Rechnungen, die in Verfahren der Organleihe nach § 159 Absatz 1 Nummer 5 des Gesetzes gegen Wettbewerbsbeschränkungen auszustellen sind.

Unabhängig von der gesetzlichen Verpflichtung kann sich eine Pflicht zur Einreichung von E‑Rechnungen auch aus dem jeweilig zugrunde liegenden Auftrags- bzw. Vertragsverhältnis ergeben.

### Anforderungen bei der Erstellung einer E-Rechnung an die Bundesverwaltung
Für eine elektronische Rechnungsstellung an die Bundesverwaltung sind die Anforderungen an das Rechnungsformat, die Rechnungsinhalte sowie an die Übermittlung zu beachten. Diese sind in der ERechV festgelegt.

#### Anforderungen an Inhalt
Grundsätzlich haben Rechnungen die umsatzsteuerrechtlichen Rechnungsbestandteile aus § 14 des Umsatzsteuergesetzes zu enthalten. Darüber hinaus gibt die ERechV weitere Mindestangaben vor, welche in E-Rechnungen mitzugeben sind (§ 5 ERechV) und denen ein bestimmtes Datenfeld im Standard XRechnung zugeordnet ist:
| Pflichtinformationen gem. § 5 ERechV des Bundes | Einzutragen in folgende Elemente (Felder) des Standards XRechnung | Einzutragen in folgende Elemente (Felder) des Standards XRechnung |
| Leitweg-ID                                      | BT-10                                                             | BT-10                                                             |
| Bankverbindung                                  | Bei Überweisung: Bei Lastschrift:                                 | BG-17 (BT-84 bis BT-86) BG-19 (BT-89 bis BT-91)                   |
| Zahlungsbedingung                               | BT-9 und/oder BT-20                                               | BT-9 und/oder BT-20                                               |
| E-Mail- oder De-Mail-Adresse                    | BT-43                                                             | BT-43                                                             |
| Lieferantennummer*                              | BT-29                                                             | BT-29                                                             |
| Bestellnummer*                                  | BT-13                                                             | BT-13                                                             |

* Pflichtangaben, falls bei Beauftragung übermittelt.
Die Leitweg-ID ermöglicht eine elektronische Adressierung und Weiterleitung der E-Rechnung durch die Zentralen Rechnungseingangsplattformen des Bundes an die angeschlossenen ERP- bzw. Freigabesysteme der Behörden der Bundesverwaltung. Bei der Bestellung teilt der Auftraggeber dem Rechnungssteller (Auftragnehmer) die Leitweg-ID und die zu nutzende Eingangsplattform mit.

##### Anforderungen an Format
An das Rechnungsformat werden im Rahmen des elektronischen Rechnungsaustauschs mit der Bundesverwaltung zwei grundlegende Anforderungen gestellt. Diese betreffen den zu verwendenden Standard sowie den Einsatz von Anlagen.

##### Standard
Die Norm EN 16931-1 legt ein semantisches Datenmodell fest, das nur solche Elemente enthält, die in einer E-Rechnung stets enthalten sein müssen und für die grenzübergreifende Interoperabilität unerlässlich sind (Art. 2 Nr. 2 2014/55/EU). Der Standard XRechnung konkretisiert die EU-Norm hinsichtlich deutscher branchen- und länderspezifischer Anforderungen und ist damit maßgeblich für die Ausstellung von E-Rechnungen an die Bundesverwaltung. Im Rahmen der elektronischen Rechnungsstellung an die Bundesverwaltung ist grundsätzlich der Standard XRechnung in der jeweils aktuellen Fassung zu verwenden (§ 4 Abs. 1 S. 1 ERechV). Andere Standards wie z. B. ZUGFeRD 2.1.1 Profil XRECHNUNG ohne Sichtformat PDF können ebenfalls verwendet werden, sofern diese den Anforderungen der europäischen Norm für die elektronische Rechnungsstellung (EN-16931), der  ERechV und den Nutzungsbedingungen der entsprechenden Rechnungseingangsplattform des Bundes entsprechen. Rechnungsformate, welche nicht den Anforderungen der europäischen Norm entsprechen, können nicht berücksichtigt werden. Der Standard XRechnung wird von der Koordinierungsstelle für IT-Standards (KoSIT) betrieben. Die jeweils aktuell gültige Version ist auf der Seite der KoSIT zu finden.

##### Anlagen
Rechnungsbegründende Unterlagen bzw. Anlagen sind in den Rechnungsdatensatz einzubetten und dürfen nicht separat versandt werden. Die maximal zulässige Größe einer Rechnung ist abhängig vom gewählten Übertragungskanal (10 MB bei DE- und E-Mail-Anhängen, 11 MB bei Anhängen in der Weberfassung oder 15 MB bei Nutzung der Uploadfunktion oder via Peppol). Zusätzlich beschränken die Nutzungsbedingungen der Plattformen die maximale Anzahl der eingebetteten rechnungsbegründenden Dokumente sowie die Anzahl zugelassener Dateitypen (bspw. „pdf“, „jpg“, „xlsx“). Unberührt von den vorstehenden Regelungen bleiben Rechnungsbelege mit Anlagen, die nach anderen Rechtsvorschriften einer papiergebundenen Versandart bedürfen (Ausfuhrnachweise, Zolldokumente o. ä.).

#### Anforderungen an die Übertragung
Zur Übermittlung von E-Rechnungen an Rechnungsempfänger des Bundes stehen unter anderem zwei Plattformen zur Verfügung:
- Die Zentrale Rechnungseingangsplattform des Bundes (ZRE) für Lieferanten der unmittelbaren Bundesverwaltung bzw. von zentralen öffentlichen Auftraggebern des Bundes
- Die OZG-konforme Rechnungseingangsplattform (OZG-RE) für Lieferanten der mittelbaren Bundesverwaltung sowie der kooperierenden Bundesländer
- Öffentliche Auftraggeber der mittelbaren Bundesverwaltung sowie Bundesländer sind nicht zur Nutzung der OZG-RE verpflichtet, sodass in Einzelfällen auch Eigenlösungen neben der ZRE und OZG-RE genutzt werden können. Die Auftraggeber informieren ihre Rechnungssteller über die zu verwendenden Rechnungseingänge.

Um die Plattformen für die Übermittlung der Rechnung nutzen zu können, ist eine vorherige Registrierung sowie eine Freischaltung der gewünschten Übertragungskanäle auf den Rechnungseingangsplattformen notwendig. Anschließend ist die Übertragung der Rechnung mittels verschiedener Übertragungswege möglich. Je nach Höhe des Rechnungsvolumens bieten sich unterschiedliche Übertragungswege an: Bei hohem Rechnungsvolumen sollten die massentauglichen Übertragungswege Webservice via Peppol, E-Mail und De-Mail genutzt werden. Alternativ stehen auch die Funktionen Upload und Weberfassung zur Verfügung.
Zusammenfassend übernehmen die Rechnungseingangsplattformen im Kern drei Aufgaben:
- Die Entgegennahme von E-Rechnungen über verschiedene Übertragungskanäle,
- die technische Prüfung von E-Rechnungen (u. a. Rechnungsgröße, Anzahl und Typ der Anhänge, Virenprüfung, Eingabe aller Pflichtangaben),
- die Übermittlung der E-Rechnungen an den jeweiligen Rechnungsempfänger mittels Leitweg-ID.